# Наришкіна Катерина Іванівна
Катерина Іванівна Наришкіна (рос. Екатерина Ивановна Нарышкина, нар. 11 травня 1729 —22 липня 1771, Санкт-Петербург, Російська імперія) — дружина останнього гетьмана Лівобережньої України Кирила Розумовського, стат-дама, дама-кавалер Ордена святої Катерини.

## Життєпис
Походила з аристократичного роду Наришкіних. Донька Івана Наришкіна, флотського капітана, та Дар'ї Наришкіної. Водночас доводилася троюрідною сестрою російській імператриці Єлизаветі I. Рано втратила батьків, виховувалася стрийком Олександром Наришкіним, впливом державним діячем часів Петра I та Анни I.
Потім стала фрейліною цесарівни Єлизавети Романової. У 1741 році Наришкіна стала статс-дамою. Через деякий час  після сходження останньої на російський трон, вона обрала Наришкіну як дружину для брата свого фаворита — Кирила Розумовського. 27 жовтня 1746 року відбулося вінчання Наришкіної з Розумовським. На весіллі Кирила та Катерини були присутні іноземні посли і сама Єлізавета, шлюбна церемонія мала всі ознаки справжніх царських урочистостей. Як посаг Розумовський отримав великі землі на території сучасної Москви та Московської області, а від монархині — відновлення гетьманства та булаву гетьмана рос. «всея Малой России, обоих сторон Днепра и войск запорожских».
Шлюбне життя подружжя проходило в гетьманських та імперській столицях — Глухові, Батурині та Петербурзі. І незважаючи на деяке нудьгування під час перебування в Україні (їй не подобалися українські звичаї, а до населення й старшини ставилася із пихою), гетьманша була рос. «верною супругой, попечительной матерью, доброй родственницей и кроткой госпожой в доме». В Кирила і Катерини було 11 дітей — шість синів та п'ять доньок. Така кількість нащадків сприяла утворенню та стрімкому розвитку роду Розумовських. Але одночасно створювала підґрунтя для чвар та суперечок між чоловіком і дружиною щодо виховання цієї великої чисельності дітей. У 1762 році Катерина стає кавалерствуючою дамою Ордену Святої Катерини.
В останні роки стосунки Кирила та Катерини погіршилися. Казали, що основною причиною того були любовні походеньки чоловіка. В 1764 року Катерина II повністю скасувала Гетьманщину, а як компенсацію останній гетьман України, не маючи ніякого військового досвіду, отримав статус генерал-фельдмаршала. Після цього Кирило почав більше часу проводити за кордоном, що ще більше погіршило стосунки з Катериною.
Померла Наришкіна-Розумовська у 1771 році, поховали її в Благовіщенській церкві Олександро-Невської Лаври у Санкт-Петербурзі, поруч з могилою Олексія Розумовського.

## Родина
Чоловік — Кирило Розумовський
Діти:
- Наталія (1747–1837), фрейлина, дружина М. О. Загряжського
- Олексій (1748–1822), міністр народної просвіти
- Єлизавета (1749–1813), дружина генерал-ад'ютанта П. Ф. Апраксина
- Петро (1751–1823), обер-камергер
- Андрій (1752–1836), граф, пізніше князь, дипломат, дійсний таємний радник 1-го класу Російської імперії, приятель і меценат Бетховена.
- Дар'я (1753–1762)
- Анна (1754–1826), фрейлина, дружина князя В. С. Васильчикова
- Парасковія (1755–1808), фрейлина, дружина генерал-фельдмаршала Івана Гудовича
- Лев (1757–1818), генерал-майор
- Григорій (1759–1837), науковець
- Іван (1761–1802), генерал-майор